# Andreas von Rétyi
Andreas von Rétyi est un essayiste franco-allemand.

## Œuvres
- Notices d'autorité :   - VIAF
  - ISNI
  - LCCN
  - GND
  - Pays-Bas
  - Pologne
  - NUKAT
  - Tchéquie
  - Grèce
  - Corée du Sud
  - WorldCat
- Die Stargate-Verschwörung. Geheime Spurensuche in..., Kopp Verlag.
- Bilderberger: Das geheime Zentrum der Macht, Kopp, Rottenburg.
- Streng geheim: Area 51 und die 'Schwarze Welt'...., Kopp Verlag.
- Die unsichtbare Macht: Hinter den Kulissen der..., Kopp.
- Geheimakte Gizeh-Plateau. Rätsel unter dem Sand, Kopp, Rottenburg.
- Die Terrorflüge (Terrorlüge): Der 11. September..., Kopp, Rottenburg.
- Handbuch der Krebsheilung. Alternative Wege zur..., Kopp, Rottenburg.
- Denn sie wussten zu viel ...: Mysteriöse Todesfälle..., Kopp, Rottenburg.
- Macht und Geheimnis der Illuminaten. Verschwiegene..., Kopp, Rottenburg.